# アダム・ラーセン・クワラセイ
アダム・ラーセン・クワラセイ（Adam Larsen Kwarasey 、1987年12月12日 - ）は、ノルウェー・オスロ出身の元プロサッカー選手。元サッカーガーナ代表。現役時代のポジションはGK。

## 経歴

### クラブ
父親はガーナ人で母親はノルウェー人。ヴォレレンガ・フォトバルのユースチームを経て、ストレームスゴトセトIFとプロ契約を結んだ。2013年にはチームキャプテンとして1970年以来となるトップディビジョン制覇に貢献した。自身も年間最優秀ゴールキーパーに選ばれた。2014年10月31日、契約満了によりストレームスゴトセトを退団。
2014年12月、MLSのポートランド・ティンバーズに加入。
2016年7月、ローゼンボリBKに移籍。
2017年1月9日、ブレンビーIFに移籍。
2017年6月6日、かつてユース時代を過ごしたヴォレレンガ・フォトバルに移籍。

### 代表
2007年11月のインタビューでガーナ代表としてプレーする意向を明かしたが、2008年にU-21ノルウェー代表の試合に出場した。
2010年10月、ガーナ国籍を取得しガーナ代表でのプレーが可能になった。2011年7月30日、ナイジェリアとの試合で初招集されたが、この試合は同年に発生したイギリス暴動の影響で延期された。9月2日、アフリカネイションズカップ2012予選・スワジランド戦でガーナ代表デビュー。3日後にロンドンで開催されたブラジル代表とのフレンドリーマッチにも出場した。アフリカネイションズカップ2012では第一キーパーとしてチームのベスト4に貢献した。
2014 FIFAワールドカップ・アフリカ予選ではファタウ・ダウダに次ぐ第2キーパーに置かれ、2試合に出場した。2014 FIFAワールドカップではチーム初戦のアメリカ合衆国戦に出場した。

## 代表歴

### 出場大会
- ガーナ代表
  - 2014 FIFAワールドカップ

### 試合数
- 国際Aマッチ 24試合 0得点（2011年-2016年）[23]

| ガーナ代表 | 国際Aマッチ | 国際Aマッチ |
| 年         | 出場        | 得点        |
| ---------- | ----------- | ----------- |
| 2011       | 5           | 0           |
| 2012       | 12          | 0           |
| 2013       | 2           | 0           |
| 2014       | 3           | 0           |
| 2015       | 0           | 0           |
| 2016       | 2           | 0           |
| 通算       | 24          | 0           |

## タイトル

### クラブ
ストレームスゴトセト
- ティッペリーガエン (1): 2013[24][25]
- ノルウェー・カップ (1): 2010[24][25]

ポートランド
- MLSカップ (1): 2015[26]
- ウェスタン・カンファレンス: 2015[27]

ローゼンボリ
- ティッペリーガエン (1): 2016 [28][29]
- ノルウェー・カップ (1): 2016

### 個人
- ティッペリーガエン最優秀GK: 2013 [30]
- MLSセーブ・オブ・ザ・イヤー: 2015[31]